# Peppange
Peppange (luxemburgska: Peppeng, tyska: Peppingen) är en ort i kommunen Roeser i kantonen Esch-sur-Esch i Luxemburg. Peppange ligger 278 meter över havet och antalet invånare är 593.